# 노엘 (래퍼)
노엘(영어: NO:EL, 본명: 장용준, 張龍峻, 2000년 5월 30일~)은 대한민국의 래퍼이다.

## 학력
- 숭의초등학교 (졸업)
- 신수중학교 (전학)
- 노스런던컬리지에잇스쿨 제주 (전학)
- 세인트폴 국제학교 (중퇴)

## 바이오그래피
Mnet의 힙합 오디션 프로그램 《고등래퍼》 1회에 출연하여 스윙스에게 극찬을 받고 장제원 아들로 대중들에게 순식간에 화제가 되었다. 이후 프라임보이가 이끌던 프리마 뮤직 그룹에 합류하였으며, 그 해 7월 <쇼미더머니 6>에 참가하였으나 2차 예선에서 가사를 실수하고 탈락하였다.
2018년 2월, 프리마 뮤직 그룹과 계약이 만료되었고, 3주 뒤 스윙스의 두 번째 레이블 인디고뮤직에 합류하였다. 2018년, 쇼미더머니 777에 참가하였으나 3차 예선에서 탈락했다. 2019년 9월 7일 음주운전 논란으로 활동을 중단했고 2020년 9월 25일 인디고뮤직과의 계약이 종료되었다.
2021년 4월 19일 라이브 방송에서 자신을 "비난하는 사람은 대깨문('대가리(머리)가 깨져도 문재인'이라는 뜻으로 문재인 대통령 지지 진영을 조롱하는 표현)이고 대깨문은 사람이 아니라 벌레"라고 말했다.

## 방송 출연

### 고등래퍼

#### 고등래퍼 (시즌1)
- 스윙스의 러브콜을 받기도 했지만, 논란으로 인해 하차하였다.[3]

#### 고등래퍼 3
- 세미파이널 무대에서 릴타치의 노래 "DOGSICK"의 피처링으로 참가하였다.

### 쇼미더머니

#### 쇼미더머니 777 (시즌7)
- 래퍼 평가전에서 앨범 "DOUBLEONOEL"의 타이틀 곡인 '00 (Double O)'로 참여했다.
- 패자부활전에서 EK와 무대를 했다. "ELLEONOEL"의 1번 트랙인 '생존신고' 벌스를 선보였다.

#### 쇼미더머니 8
- 프로듀서 공연에서 기리보이의 "아퍼"와 "범퍼카"의 피처링으로 참여하였다.

## 논란

### 미성년자 시절 비행
미성년자 신분으로 음주/흡연을 하거나, 여성 조각상에 펠라치오를 하는 사진들이 발견되어 논란을 일으켰다.

### 성매매 시도
2017년, "노엘이 SNS를 통해 성매매를 시도했다"는 정황이 드러났다. 한 여성에게 "오빠랑 하자"며 연락한 캡처가 공개됐고, '고등래퍼 1'에서도 하차했다. 실제로 만남을 가진적은 없다고 밝혀졌다. 사건 이후 직접 반성문을 써서 자신의 SNS에 게시했다.

### 음주운전
2019년 9월 7일 오전 12:40에 노엘은 동승자와 함께 자신 소유의 고급차를 타고 가다 광흥창역 인근에서 오토바이와 부딪혀 교통사고를 내고 부상을 입은 상대방에게 현금을 주며 합의를 시도하면서 자신의 아버지가 국회의원이라고 밝혔다. 노엘은 음주운전자 바꿔치기를 했으나 1 ~ 2시간 이후에 어머니와 함께 경찰서에 나타나 자수했다. 이때 노엘은 음주측정 결과 혈중 알콜 농도 0.12로 면허취소 수준으로 나타났다.
노엘의 음주 교통사고에 노엘은 인디고뮤직 공식 SNS 계정에 사과문을 게시하며 "죄송하고 변명의 여지가 없다. 피해를 입은 분께도 너무 죄송한 마음"이라며 "경찰 수사 과정에 성실히 임하겠다"는 뜻을 밝혔다.
이에 서울서부지방검찰청이 서울서부지방법원에 2020년 1월 특정범죄 가중처벌 등에 관한 법률(위험운전치상) 위반, 도로교통법(음주운전) 위반, 범인 도피교사, 보험사기특별방지법 위반 혐의로 공소를 제기하여 2020년 3월 27일 공판기일이 지정됐으나 코로나19 감염증 여파로 재판이 4월 9일로 연기됐다.
2020년 4월 9일 있었던 법원 재판에서 직업은 "프리랜서"라고 밝혔으며, 변호인은 "공소사실을 모두 인정한다"고 하면서 보험 사기 혐의에 대해서는 양형을 요청하고 검찰은 추가로 증인을 신청하여 첫 공판은 10여분 만에 종료, 다음 공판은 5월 7일로 정해졌다. 5월 7일에 있었던 결심 공판에서 검찰은 "초범이고 피해자와 합의했으나, 실제 운전한 사실을 속이려 했던 점 등을 참작했다"며 징역 1년 6개월을 구형했으며 자기가 "운전을 했다"고 주장해 범인도피 등 혐의를 받는 선배 지인인 A(29)씨에게는 벌금 500만원, 사고 당시 차에 함께 타고 있다가 음주운전 방조 혐의를 받는 B(25)씨에게는 벌금 300만원을 구형했다.
2020년 6월 2일, 서울서부지방법원 형사11단독 권경선 부장판사는 노엘에 대해 징역 1년 6개월 집행유예 2년, 준법 운전 강의 수강 40시간의 판결을 선고하면서 "당시 혈중알코올농도가 상당히 높은 상태에서 제한 속도를 초과하여 운전을 해 사고를 냈다"면서 "사고 당시 지인이 운전한 것으로 신고한 점은 죄책이 가볍지 않으나 피해자의 상해 정도가 중하지 않고 합의했으며 피해자가 선처해달라고 탄원한 점, 보험 사기가 미수에 그쳤고 피고인이 이전에 처벌받은 전력이 없다는 점을 고려했다"고 양형 배경을 밝혔다.
2021년 9월 18일 재차 음주운전, 이번에는 무면허 음주운전 및 경찰관 폭행까지 저질렀다. 음주운전 측정을 거부하며 단속 경찰 공무원을 머리로 들이받아 폭행 등 혐의로 현행범 체포됐다. 2022년 10월 14일 대법원으로부터 징역 1년이 확정되었다.

### 행인 폭행
2021년 2월 26일 새벽 부산 부산진구 한 길에서 노엘과 노엘의 지인에게서 폭행을 당했다고 주장한 20대 남성이 공개한 영상에서 노엘이 고성을 지르고 욕을 하면서 몸을 밀치며 "돈을 주겠다"고 하자 피해자가 "사과를 하면 화 낼일이 없지 않냐"는 말에 "됐다"며 "돈 주겠다", "보험사기단이냐", "내가 돈 준다는데 양아치냐"면서 감정을 드러냈다. 그러나 피해자들의 노엘을 조롱하는 듯한 영상으로 여론이 두둔하는 쪽으로 돌아섰다. 영상을 공개한 피해자는 "얼굴에 침을 뱉고 가슴을 밀치며 '내가 누군지 아느냐'고 자신의 지위와 신분을 위시하는 듯한 말을 했다"고 주장했고 경찰은 CCTV 등 여러 증거와 현장 상황을 토대로 폭행 혐의를 적용해 4월 14일 사건을 검찰에 넘겨진 사실이 4월 28일에 알려지자 노엘은 자신의 SNS 스토리에서 "2주 전에 검찰 송치됐고 공소권 없음으로 사건 종결됐는데 내 앨범 발매 하루 전에 뉴스 기사를 푼다? 참 재밌는 나라네요"라는 글을 적었고 검찰은 29일에 "'폭행 혐의를 적용하기 어렵다'고 판단하고 공소권 없음 처분했다."고 밝혔다.

## 디스코그래피

#### 디지털 싱글 앨범
• Summer 19'

#### 정규 앨범

##### ELLEONOEL
2017년 9월 2일에 발매된 노엘의 정규 1집 앨범이다.

##### DOUBLEONOEL
2018년 7월 14일에 발매된 노엘의 정규 2집 앨범이다.

##### TRIPONOEL
2023년 7월 26일에 발매된 노엘의 정규 3집 앨범이다. 원래 2021년에 발매될 예정이었으나, 아티스트 개인 사정으로 미뤄져서 2023년에 발매되었다.
팝 랩과 댄스 팝에 전자 음악이 얹어진 사운드에 감성 힙합의 요소를 집어넣은 것이 특징이다.

###### 트랙리스트
| #  | 제목             | 비고      | 참여 아티스트 |
| -- | ---------------- | --------- | ------------- |
| 1  | BAD TRIP         |           |               |
| 2  | 너               | 타이틀 곡 | 던말릭        |
| 3  | 태어나           |           |               |
| 4  | 꽃               |           | 빈지노        |
| 5  | Runaway          |           |               |
| 6  | 비틀비틀         |           |               |
| 7  | 어른아이         |           |               |
| 8  | Once Upon A Time |           |               |
| 9  | 내가 사라진다면  |           |               |
| 10 | 바보             | 타이틀 곡 |               |
| 11 | 소행성           |           | MELOH         |
| 12 | 영원히           |           |               |

- BAD TRIP

#### EP

##### 18'S/S
2018년 4월 10일에 발매된 노엘의 첫 번째 EP 앨범이다.

##### 18'F/W
2018년 11월 10일에 발매된 노엘의 2번째 EP 앨범이다.

##### 21'S/S
2021년 4월 29일에 발매된 노엘의 3번째 EP 앨범이다.

#### 싱글 (Single)
- 부록 (2017)
- Buru Star (2018)

#### 컴필레이션 앨범 (Compilation Album)
- 프리마 뮤직 그룹 (Prima Music Group) - 22.8 (2017)
- 인디고뮤직 (Indigo Music) - IM (2018)

#### 참여 음반
| 년도        | 아티스트                                     | 음반                 | 타이틀                        |
| ----------- | -------------------------------------------- | -------------------- | ----------------------------- |
| 2017.05.08. | 프라임보이 (Primeboi)                        | 예고편               | Money Talk                    |
| 2017.08.03. | Young Thugs Club                             | 작당모의 (作黨謀議)  | 쩐.다 Remix                   |
| 2017.11.13. | 뉴챔프 (New Champ)                           | Training Zombie      | 추리닝 좀비 모드              |
| 2017.12.15. | 시온 (XION)                                  | True                 | True                          |
| 2018.02.12. | 한요한                                       | 기타 멘 무사시 2     | 범퍼카                        |
| 2018.03.09. | 카나베잇 (Kana Bathe)                        | Like We              | Like We                       |
| 2018.03.10. | 키드밀리 (Kid Milli)                         | AI, THE PLAYLIST     | CORPORATE ESPIONAGE           |
| 2018.03.16. | 인디고뮤직 (Indigo Music)                    | Buru Star            | Buru Star                     |
| 2018.03.22. | 한해                                         | Organic Life         | 유기농                        |
| 2018.03.24. | 스윙스 (Swings)                              | Upgrade III          | Octagon                       |
| 2018.03.30. | 뉴올 (Nuol)                                  | Finder               | Finder                        |
| 2018.04.23. | 코스믹 보이 (Cosmic Boy)                     | Can I Cosmic         | Fxxk The Police               |
| 2018.05.23. | 한요한                                       | 헬리콥터             | 헬리콥터                      |
| 2018.06.08. | 김승민                                       | Dollar Sign          | Dollar Sign                   |
| 2018.06.10  | 뉴올 (Nuol)                                  | Finder (Deluxe)      | Finder                        |
| 2018.06.24. | 인디고뮤직 (Indigo Music)                    | IM                   | 취급주의                      |
| 2018.06.24. | 인디고뮤직 (Indigo Music)                    | IM                   | 호도르                        |
| 2018.06.24. | 인디고뮤직 (Indigo Music)                    | IM                   | Work Out                      |
| 2018.06.24. | 인디고뮤직 (Indigo Music)                    | IM                   | IndiGO                        |
| 2018.07.31  | 기리보이, 키드밀리(Kid Milli), NO:EL, 스윙스 | Dingo X Indigo Music | flex                          |
| 2018.08.12. | 한요한                                       | 청룡쇼바             | BABY I'M A ROCKSTAR           |
| 2018.08.17. | 영비 (Young B)                               | SOkoNYUN             | 머리 스크래치                 |
| 2018.09.15  | Dakshood (닥스후드)                          | OFF ROOM             | 그림                          |
| 2018.11.29  | Kash Bang                                    | ed                   | broke boi                     |
| 2018.12.23  | 범키 & 한해                                  | BMDM                 | 유기농                        |
| 2019.03.09  | 한요한                                       | 엑시브               | TO ALL THE FAKE RAPSTAR Remix |
| 2019.04.06  | 강현준 (Lil tachi)                           | 고등래퍼3 Semi Final | DOGSICK                       |
| 2019.06.10  | 기리보이                                     | 100년제전문대학      | 아퍼                          |
| 2020.10.12  | soundcloud                                   | 04.ayy               |                               |

#### 뮤직비디오
- 00 (DOUBLE O)

- 앵무새

- SUMMER 19
- MG

## 가족 관계
- 할아버지 : 장성만 (1932년 11월 2일 ~ 2015년 12월 6일)
- 할머니 : 박동순 (1939년 ~ )
- 아버지 : 장제원 (1967년 4월 13일 ~ 2025년 3월 31일)
- 어머니 : 하윤순 (1974 ~ )